# Ascotis
Ascotis is een geslacht van vlinders van de familie spanners (Geometridae), uit de onderfamilie Ennominae.

## Soorten
- A. acicys Prout, 1925
- A. antelmaria (Mabille, 1893)
- A. cretacea Butler, 1879
- A. fortunata (Blachier, 1887)
- A. glaucotoxa (Prout, 1927)
- A. imparata Walker, 1888
- A. leucopterata Poujade, 1891
- A. margarita Warren, 1894
- A. reciprocaria (Walker, 1860)
- A. selenaria Denis & Schiffermüller, 1775
- A. terebraria (Guenée, 1862)